# 銀座駅
銀座駅（ぎんざえき）は、東京都中央区銀座四丁目にある、東京地下鉄（東京メトロ）の駅である。中央区最西端の駅である。

## 概要
銀座線・丸ノ内線・日比谷線の3路線が乗り入れ、各路線ごとに駅番号が与えられている。
銀座線の車内放送では、駅名に続いて「松屋・三越前」（渋谷方面）または「三越・松屋前」（浅草方面）とアナウンスされているが、案内サインや路線図には記載されていない。
- 東京メトロ
  -  銀座線 - 駅番号はG 09。
  -  丸ノ内線 - 駅番号はM 16。
  -  日比谷線 - 駅番号はH 09[注 1]。

東京メトロ日比谷線は、終着駅である北千住駅より、東武伊勢崎線（東武スカイツリーライン）を経由して日光線南栗橋駅まで相互直通運転を実施している。
駅務管区所在駅であり、銀座駅務管区として銀座地域、新橋地域、東銀座地域を管理する。銀座地域は、当駅のみを管理している。

## 歴史
丸ノ内線のホームが建設された当時は、銀座線のホームとは改札内で接続されず、西銀座駅（にしぎんざえき）という別の駅として開業した。後に日比谷線の銀座駅が開業し、日比谷線ホームを介して銀座線と接続されたため、この時丸ノ内線の駅も銀座駅に改称し、銀座線・日比谷線の銀座駅と同一駅の扱いになった。
- 1934年（昭和9年）3月3日：松屋と三越の資金提供を受け[5]、東京地下鉄道（現・東京メトロ銀座線）の駅が開業[6]。
- 1941年（昭和16年）9月1日：陸上交通事業調整法により東京地下鉄道が帝都高速度交通営団（営団地下鉄）に統合、営団地下鉄の駅となる[7]。
- 1945年（昭和20年）1月27日：連合国軍機から投下された2,000ポンド爆弾が直撃し、浅草方面行ホーム新橋側の天井の一部が瓦解[8]。加えて水道管破裂により日本橋駅 - 新橋駅間のトンネルが水没し、被害区間以外での折り返し運転となった（同年3月10日全面復旧）[9]。
- 1956年（昭和31年）5月21日：乗車券自動券売機を設置[10]。
- 1957年（昭和32年）12月15日：営団地下鉄丸ノ内線の西銀座駅が開業[3]。銀座線銀座駅との乗り換え業務を開始。
- 1964年（昭和39年）8月29日：営団地下鉄日比谷線の駅が開業[4][11]。同時に丸ノ内線西銀座駅を銀座駅に統合[4]。
- 1969年（昭和44年）11月13日：当駅周辺の地下街で学生デモが行われた後、地下通路や駅構内で火炎瓶を投擲して炎上させるテロが発生[12]。火災により駅の機能が一時停止[12]。
- 1971年（昭和46年）7月1日：営団では初となる駅冷房を開始（日本橋駅と同時）[13][14][注 2]。
- 1983年（昭和58年）4月1日：案内所を開設（日本橋駅と同時）[15]。
- 1993年（平成5年）11月4日：継続定期券発売機を導入[16][注 3]。
- 1994年（平成6年）10月13日：ステンドグラス「楽園」を中心とした芸術空間「銀座のオアシス」をコンコースに設置[17][18][19]。
- 2000年（平成12年）6月8日：「関東の駅百選」に選定される[20][21]。選定理由は、「東京の中心地で地下鉄創業者早川社長の銅像があり、ステンドグラス『楽園』を音響、照明等で演出された芸術的な空間駅」[22]。
- 2004年（平成16年）4月1日：営団地下鉄民営化に伴い、東京地下鉄（東京メトロ）に継承される[23]。同時に案内サインシステムを更新[注 4]。
- 2007年（平成19年）3月18日：ICカード「PASMO」の利用が可能となる[24]。
- 2008年（平成20年）3月23日：丸ノ内線ホームの可動式ホーム柵を稼働開始。
- 2012年（平成24年）
  - 6月29日：駅ナカ商業施設「Echika fit 銀座」がオープン[25]。
  - 10月31日：銀座線ホームに発車メロディを導入[26]。
- 2016年（平成28年）
  - 1月26日：C2出口付近にある通気口の内部で埃などが燃えて駅構内に煙が充満し、日比谷線が一時全線で運転を見合わせ、約6万8千人に影響が出た[27]。
  - 4月8日：日比谷線ホームに発車メロディを導入[28][29]。
- 2020年（令和2年）
  - 2月7日：日比谷線ホームの発車メロディのバージョンを変更。
  - 6月6日：東京メトロ有楽町線銀座一丁目駅との乗り換え業務を開始[30]。
  - 10月16日：当駅のリニューアルが完成、施設の報道向け公開が行われる[31]。
- 2021年（令和3年）10月20日：「銀座駅リニューアル」として2021年度グッドデザイン賞を受賞[32]。

## 駅構造
中央通り（銀座通り・国道15号）の地下に銀座線ホーム（北緯35度40分16秒 東経139度45分53.5秒 / 北緯35.67111度 東経139.764861度）、外堀通りの地下に丸ノ内線ホーム（北緯35度40分22.5秒 東経139度45分49.5秒 / 北緯35.672917度 東経139.763750度）、晴海通りの地下に日比谷線ホーム（北緯35度40分19秒 東経139度45分50秒 / 北緯35.67194度 東経139.76389度）がある。いずれも島式ホーム1面2線の構造である。銀座線は渋谷寄りに、丸ノ内線は新宿寄りに非常渡り線があり、このうち後者には終夜運転時に設定される同駅折り返し列車が使用する。
銀座線と丸ノ内線のホームは同一階層（地下2階）に、日比谷線のホームはそれらの1層下（地下3階）に位置している。日比谷線ホームまたは地下2階（ホーム直上）にある改札内連絡通路を経由することで、3路線は改札内で乗り換えが可能である。
戦前の銀座線（東京地下鉄道）建設着手時に、新宿から築地を経て大塚駅へと至る免許線が銀座四丁目交差点付近で立体交差する予定であった。この免許線の工事が近い時期に行われる可能性があったため、監督官庁と免許線の計画会社と協議した上で、銀座線のトンネルと同時にその免許線のトンネルの工事の施工を行った（後に計画会社は資金繰りの問題から自力での建設が困難であるとして東京市に代行建設を出願し、1931年9月5日に東京高速鉄道に免許線を譲渡）。このため、既に10 mにわたって銀座線との交差部の躯体が構築されており、日比谷線建設時に銀座線を下受けする工程が不要となった。ただし、この当時想定していたのは島式ホームではなく相対式ホームであり、さらに連絡階段も施工されていた。
しかし、戦後の経路変更により通過路線は第4号線（→丸ノ内線）から第2号線（→日比谷線）となり、また当時想定していた第三軌条方式ではなく架空電車線方式を採用したことから、トンネル躯体は上下に90 cm低いものであった（東京地下鉄道の軌道部の施工高さは3.72 m、乗降ホームの施工高さは2.6 m）。日比谷線建設にあたっては、交差部の銀座線軌道部の下部構築を取り壊し、新たにPC桁橋を架設したほか、ホーム構築も取り壊して薄いコンクリート構造に造り直すことで、50 cmの高さを生み出した。さらに日比谷線トンネル下部のコンクリートを剥がし、打ち直して40 cm切り下げることで、不足していた90 cmの高さを確保した。
同様に丸ノ内線西銀座駅の建設時に、近いうちに地下鉄2号線（日比谷線）が建設されることを想定しており、あらかじめ丸ノ内線西銀座駅の2号線との交差部には構築の補強工事が施工されていた。
日比谷線のコンコース通路上に、東京地下鉄道の創業者・早川徳次の胸像がある。また、同じく日比谷線ホームの上層中央にはステンドグラス製の大型壁画が設置されている。B6番出入口付近には、2020年10月16日に資生堂から寄贈された、636個のクリスタル・ガラスを集積した吉岡徳仁制作のパブリックアート「光の結晶」が展示されている。
商業施設の「エチカ・フィット」も設けられている。

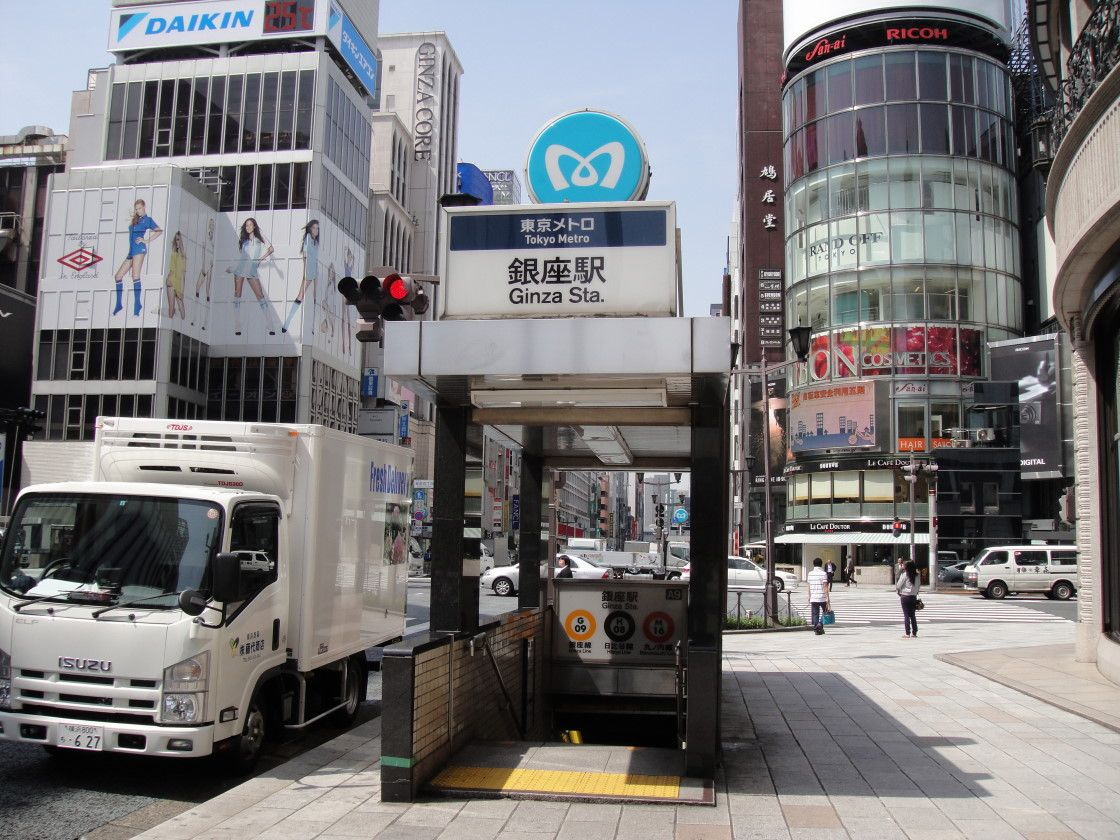
A9番出入口（2010年5月）
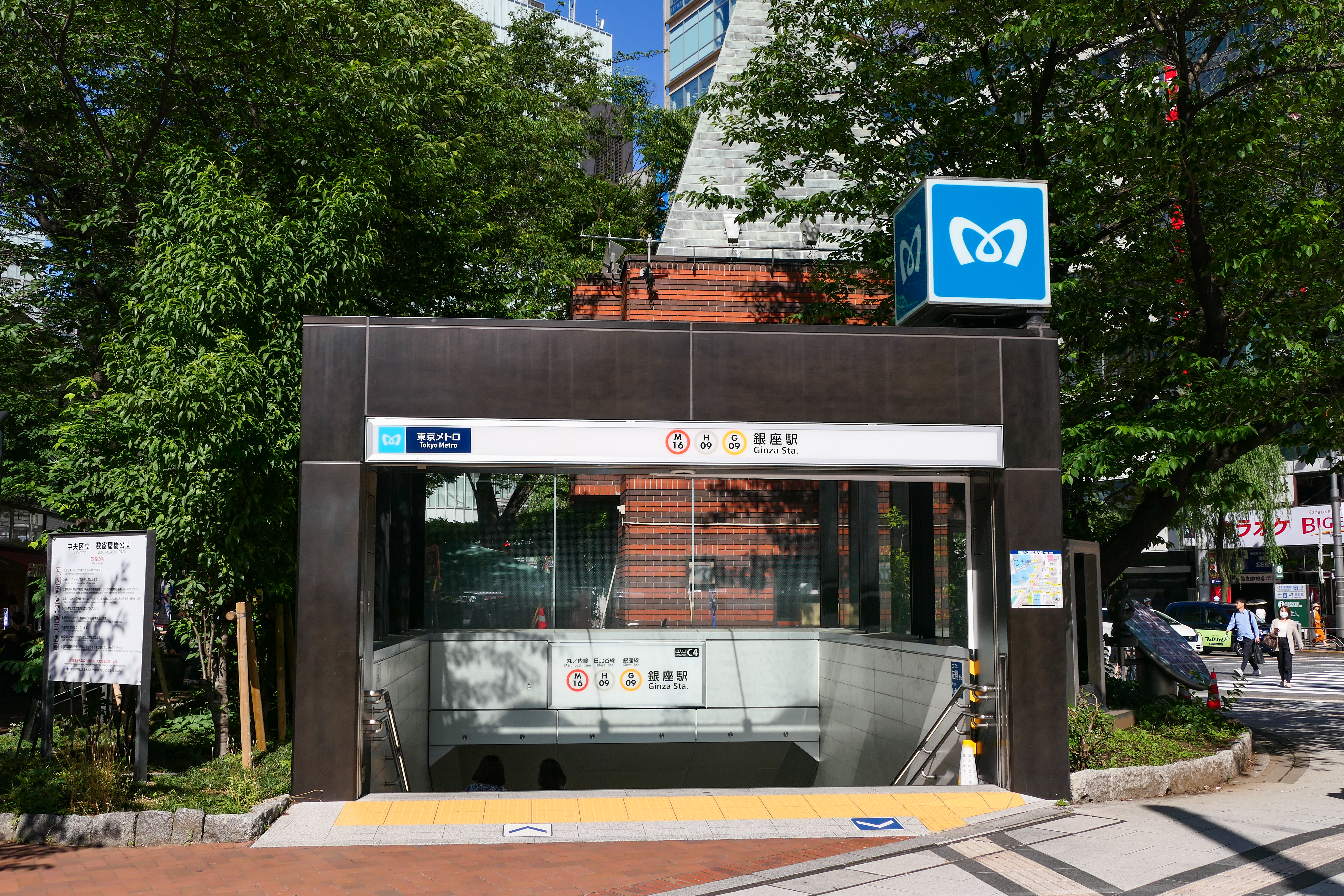
C4番出入口（2023年5月）
駅構内の「銀座のオアシス」（2015年9月）
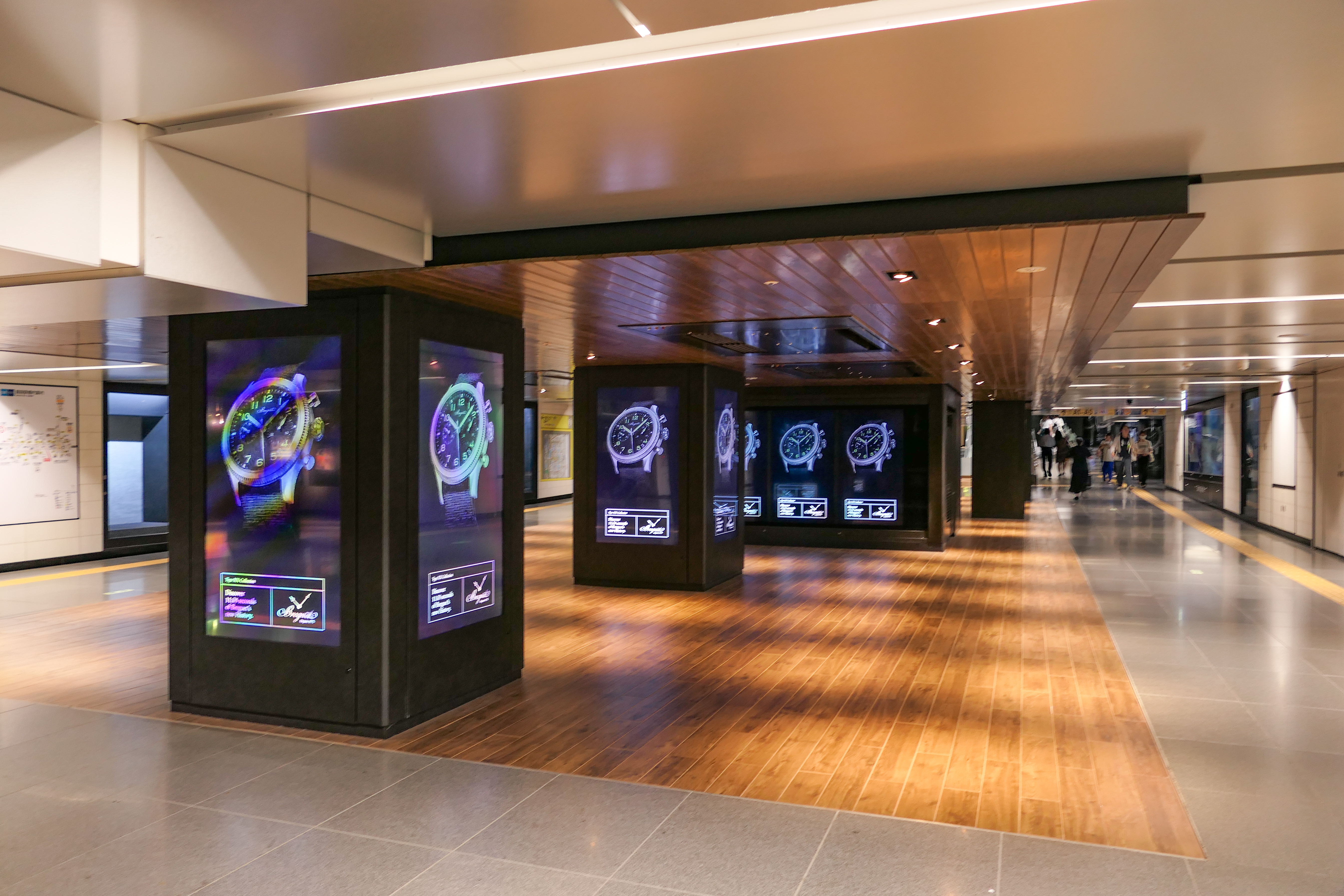
コンコース（2023年8月）
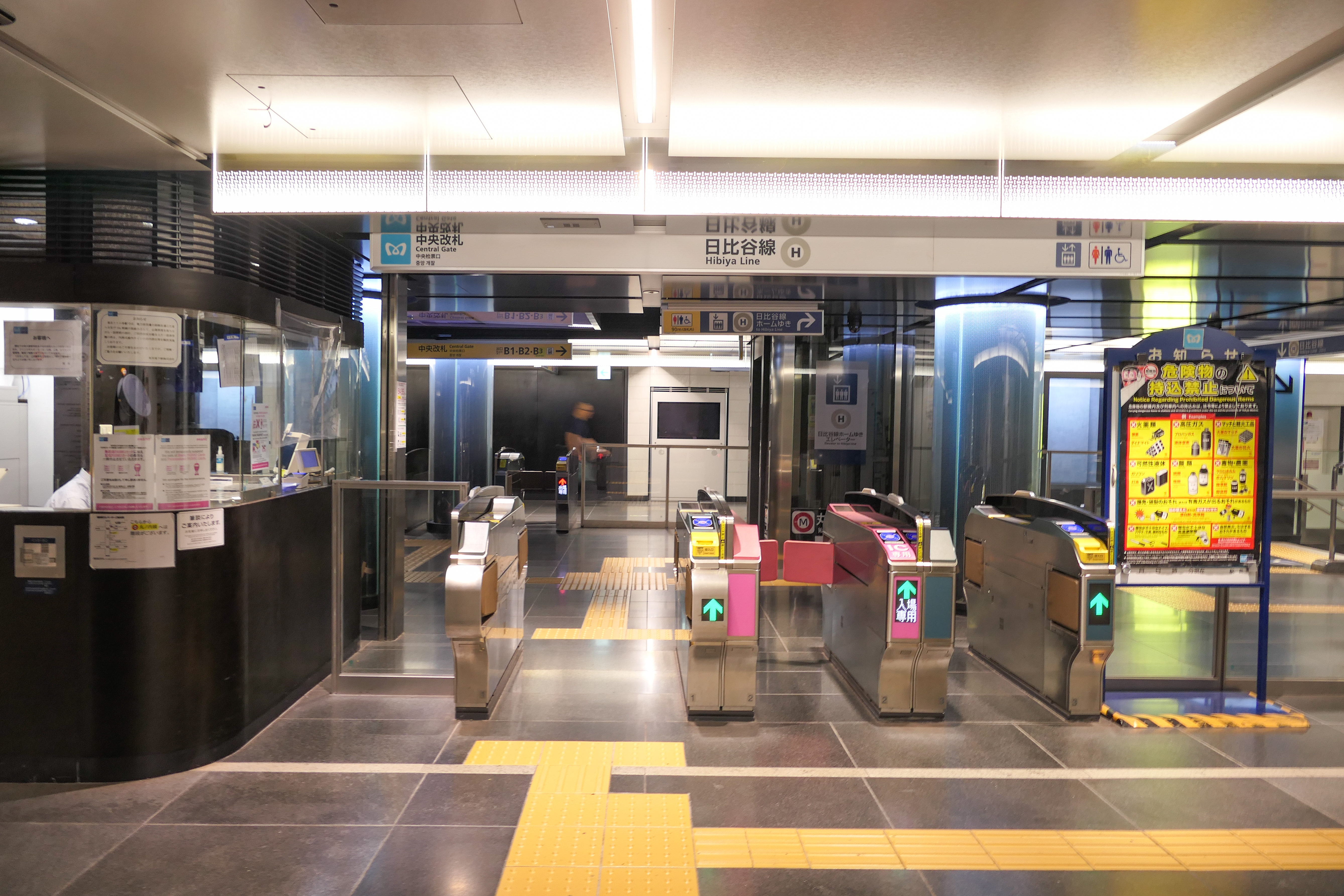
中央改札（2023年8月）
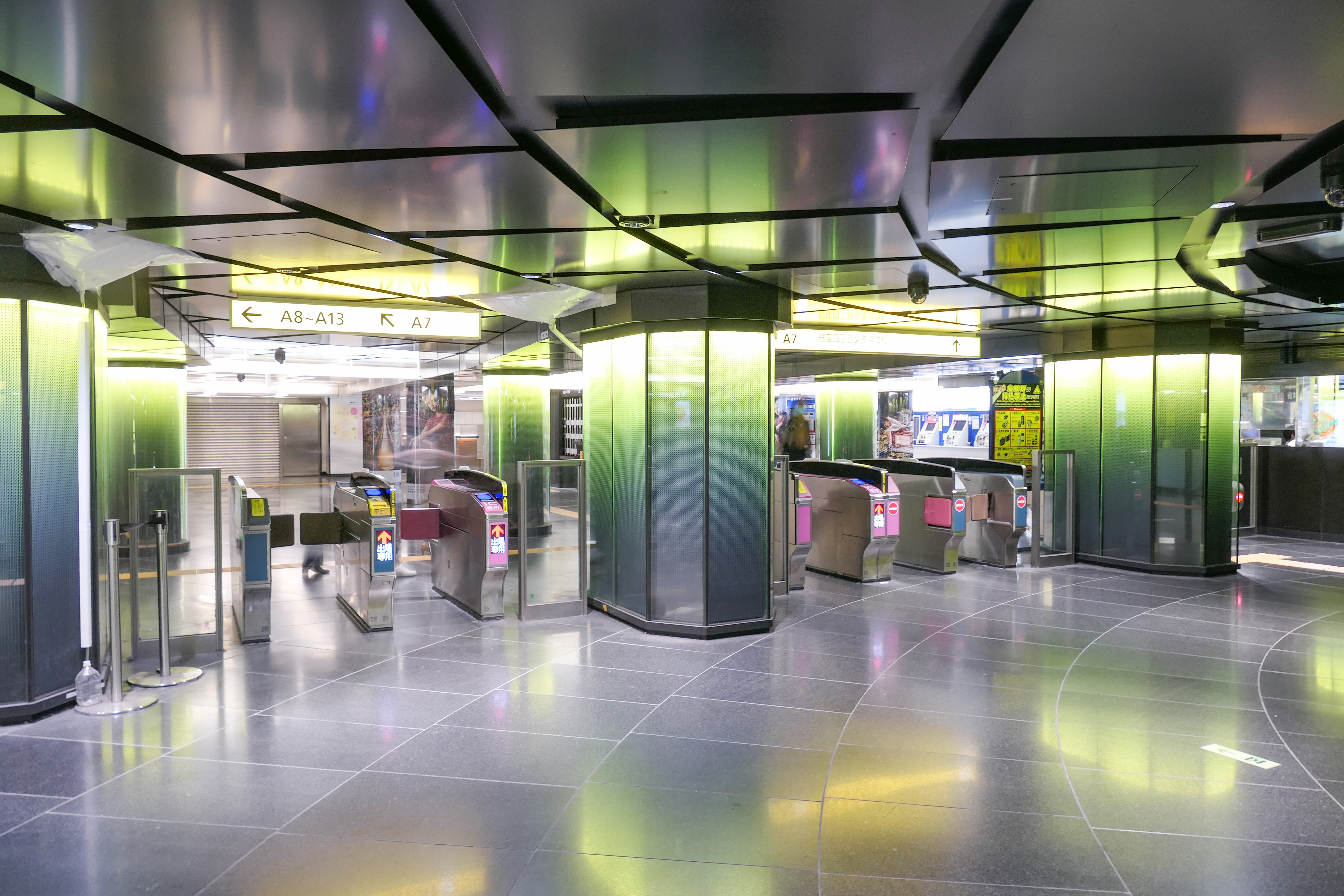
銀座4丁目方面改札（2022年11月）
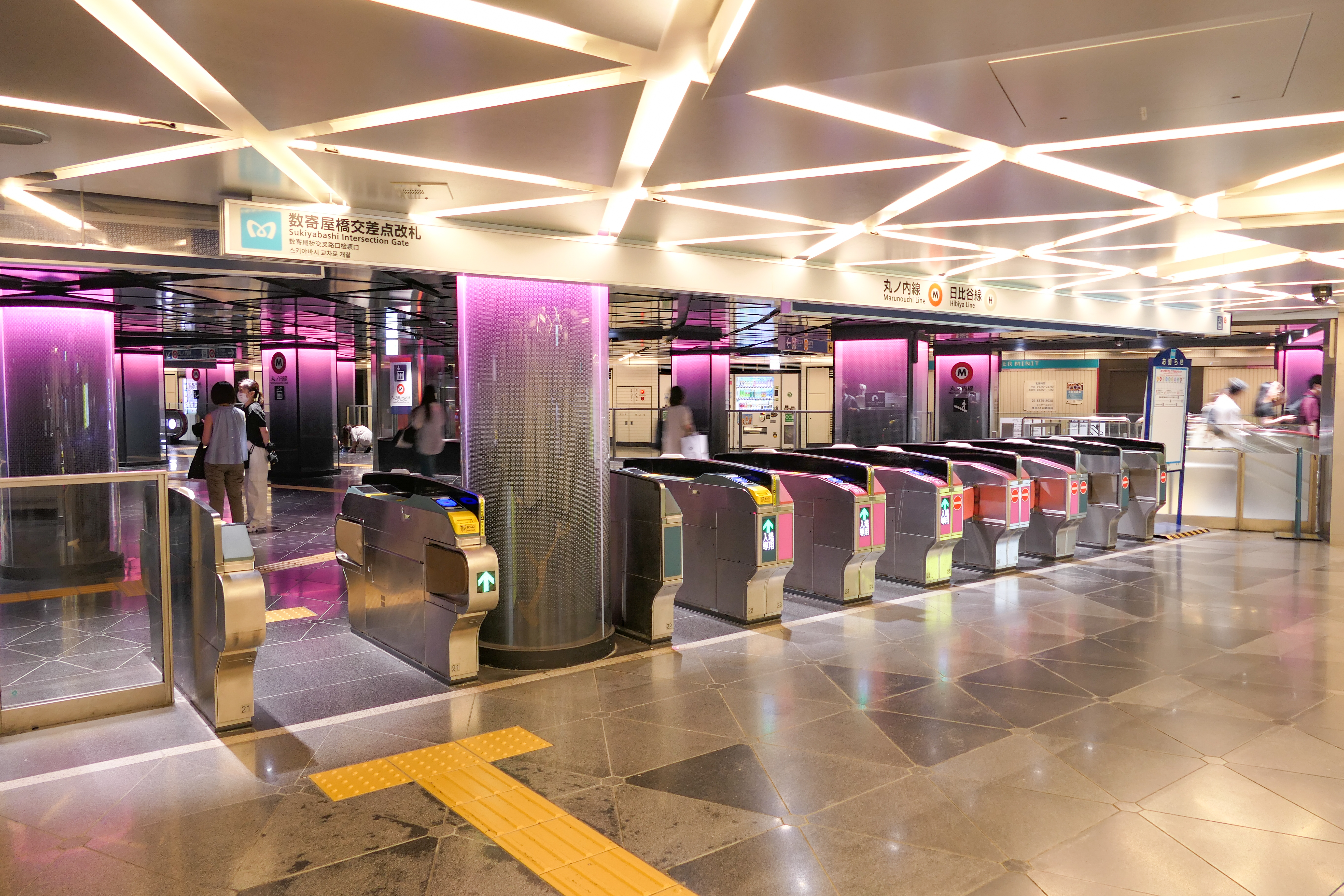
数寄屋橋方面改札（2023年8月）
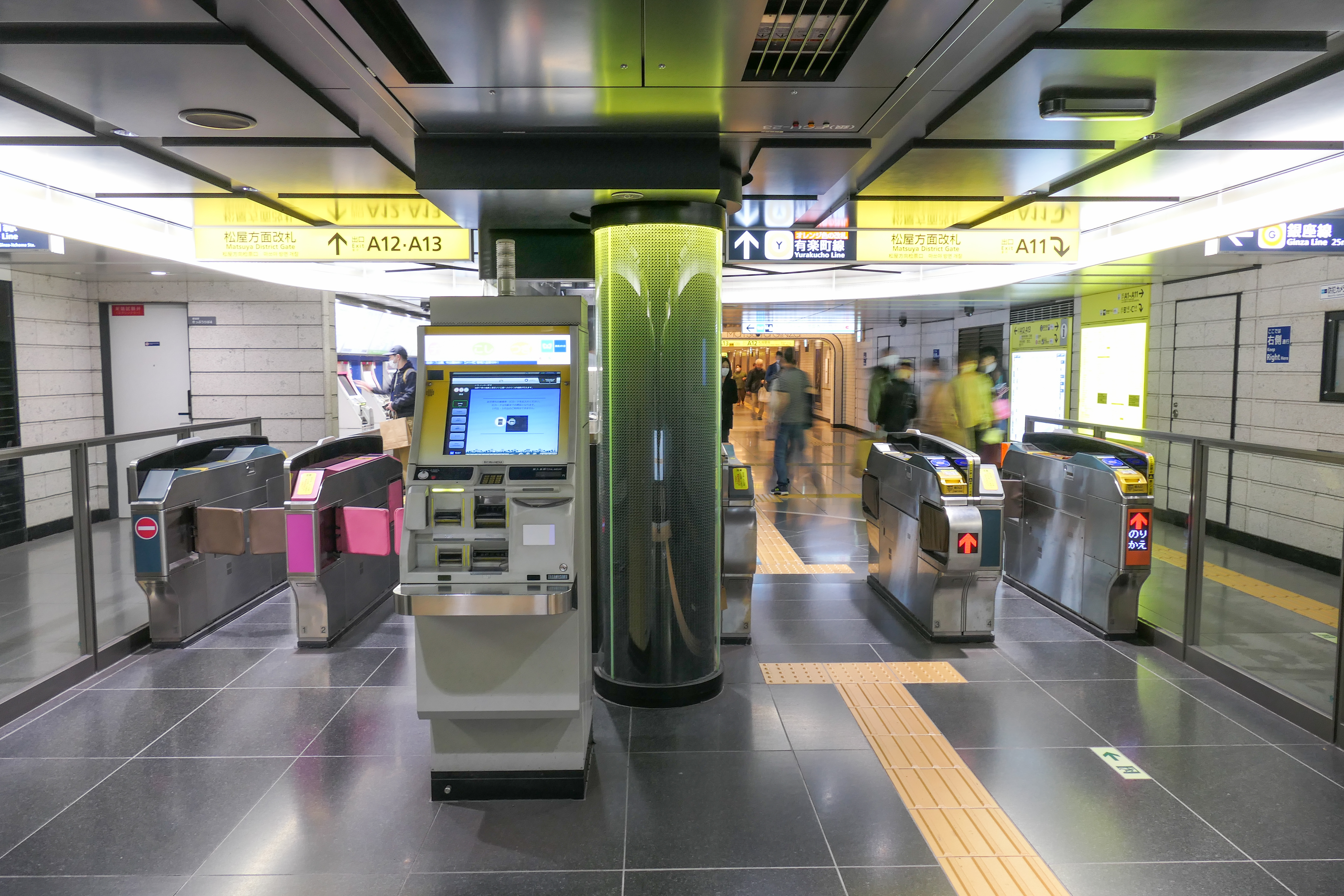
松屋方面改札（2022年11月）

### のりば
| 番線                              | 路線     | 行先                     |
| --------------------------------- | -------- | ------------------------ |
| 銀座線・丸ノ内線ホーム（地下2階） |          |                          |
| 1                                 | 銀座線   | 渋谷方面                 |
| 2                                 | 銀座線   | 浅草方面                 |
| 3                                 | 丸ノ内線 | 荻窪・方南町方面         |
| 4                                 | 丸ノ内線 | 池袋方面                 |
| 日比谷線ホーム（地下3階）         |          |                          |
| 5                                 | 日比谷線 | 中目黒方面               |
| 6                                 | 日比谷線 | 北千住・久喜・南栗橋方面 |

（出典：東京メトロ:構内図）
- 銀座線ホームの渋谷方には、2番線から渋谷方面に出発するための片渡り線が設けられており、非常時に当駅で折り返し運転を行う際などに使用される。

- 丸ノ内線荻窪方面の発車標は、更新前（液晶式）は先発列車のみの表示であったが、更新後（LED式）は次発列車も表示されるようになり、後に池袋方面にも増設された。
- 2007年9月から丸ノ内線ホームに可動式ホーム柵が設置された。しかし、車両とホームの隙間を調整する工事が必要となり、実際の稼働開始は2008年3月23日まで延期された。
- 2020年6月6日から運行している座席指定列車「THライナー」では[41]、久喜始発恵比寿行きは降車のみ、霞ケ関発久喜行きは乗車のみ取り扱いとなる[41]。

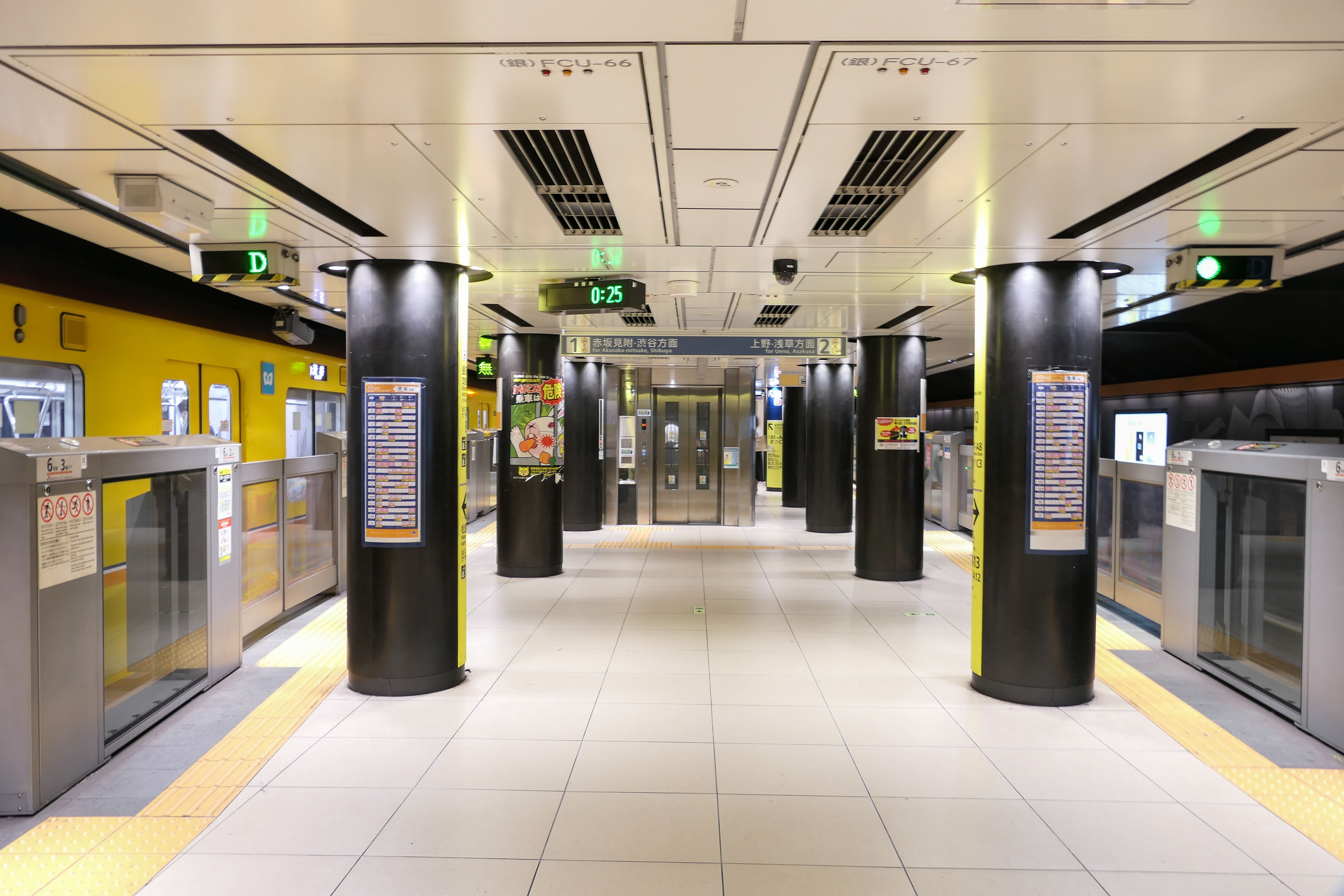
銀座線ホーム（2023年8月）
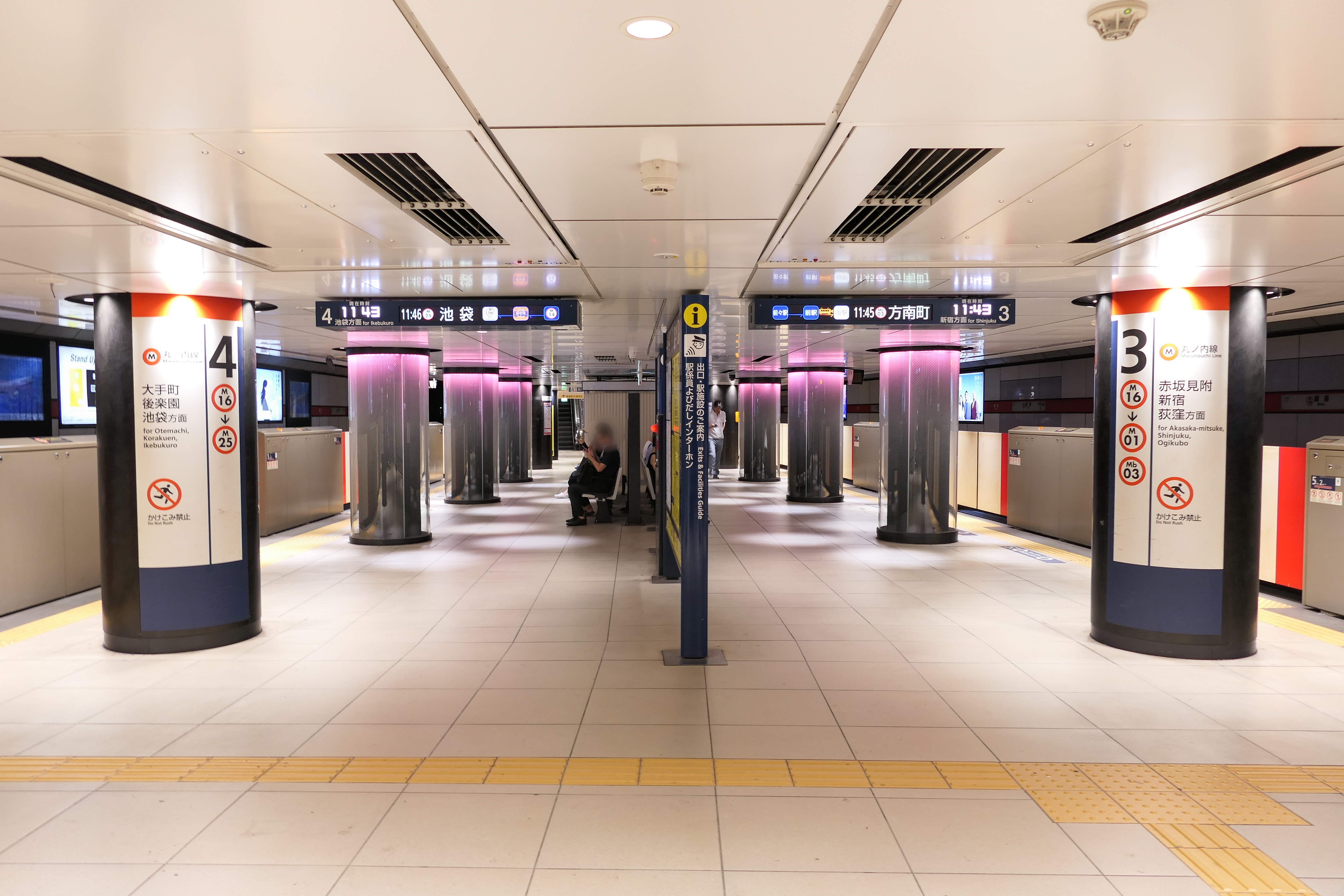
丸ノ内線ホーム（2023年8月）
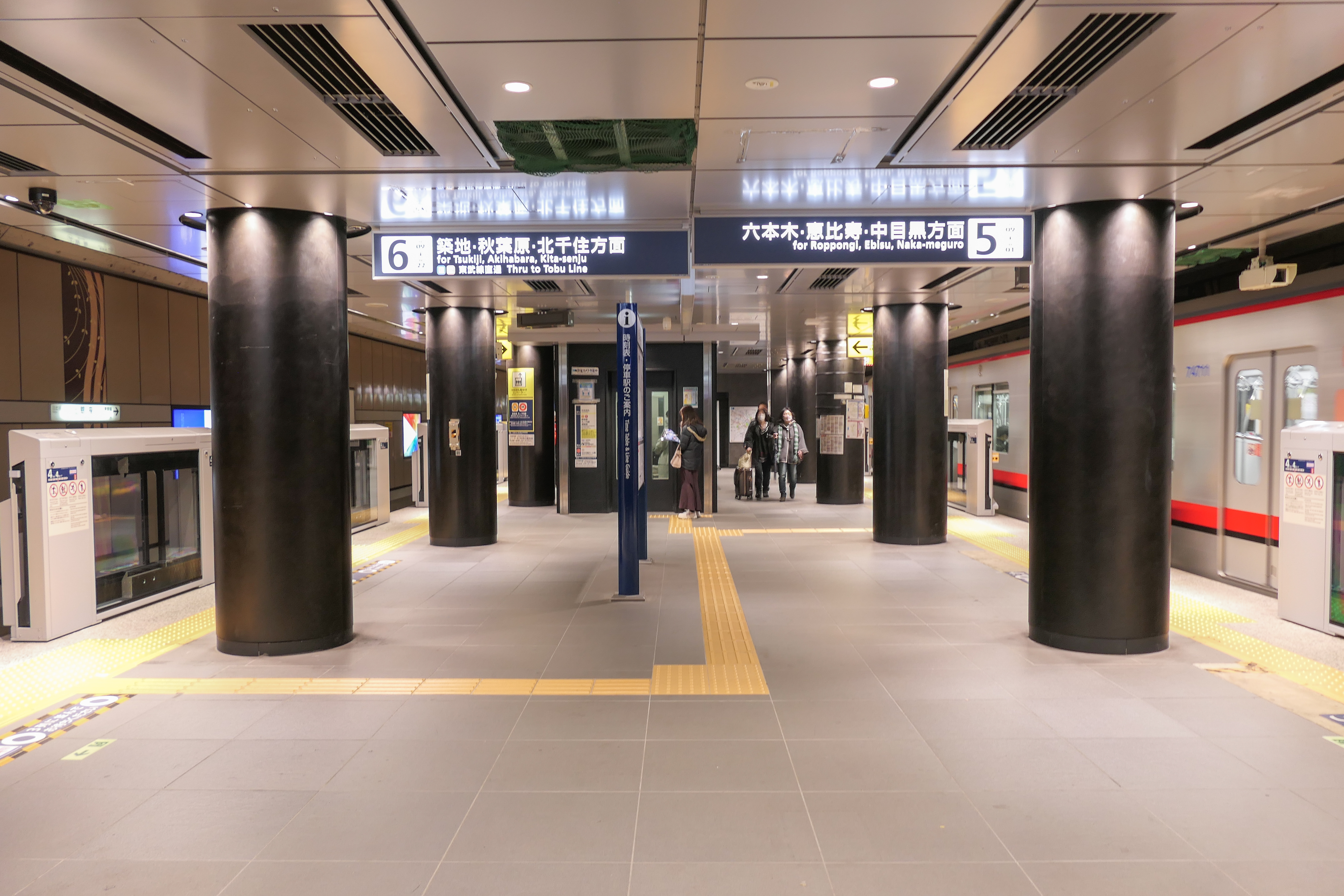
日比谷線ホーム（2022年11月）

### 発車メロディ
全ホームでスイッチ制作の発車メロディ（発車サイン音）を使用している。
銀座線ホームでは2012年10月31日から高峰秀子の「銀座カンカン娘」、日比谷線ホームでは2016年4月8日から石原裕次郎と牧村旬子の「銀座の恋の物語」をアレンジしたメロディを使用している。
| 番線 | 路線     | 曲名                    | 作曲者（編曲者）     |
| ---- | -------- | ----------------------- | -------------------- |
| 1    | 銀座線   | 銀座カンカン娘（Aメロ） | 服部良一（福嶋尚哉） |
| 2    | 銀座線   | 銀座カンカン娘（サビ）  | 服部良一（福嶋尚哉） |
| 3    | 丸ノ内線 | 明日の扉                | 串田亨               |
| 4    | 丸ノ内線 | 小鳥の行進              | 塩塚博               |
| 5    | 日比谷線 | 銀座の恋の物語 verC     | 鏑木創（福嶋尚哉）   |
| 6    | 日比谷線 | 銀座の恋の物語 verD     | 鏑木創（福嶋尚哉）   |

## 利用状況
- 東京メトロ - 2024年度の1日平均乗降人員は230,271人である[メトロ 1]。
東京メトロ全130駅の中では池袋駅、大手町駅、北千住駅に次ぐ第4位であるが、この値には乗換人員を含まない。1980年代は1日平均乗降人員が30万人を越えていたが、バブル崩壊が生じた1990年代以降は減少傾向が続き、2010年度に25万人を下回った。その後2015年度以降は、GINZA SIXの開館（2017年度）など、再開発がある程度完成し、新たな施設が出来たこともあって、やや増加基調にある。
  - 東京メトロ線同士の乗換人員を含んだ、2018年度の路線別1日平均乗降人員は以下の通りである[乗降データ 1]。
    - 銀座線 - 168,403人 - 同線内では新橋駅、日本橋駅、渋谷駅、表参道駅、赤坂見附駅に次ぐ第6位。
    - 丸ノ内線 - 158,019人 - 同線内では池袋駅、新宿駅、東京駅、赤坂見附駅、大手町駅、新宿三丁目駅に次ぐ第7位。
    - 日比谷線 - 182,253人 - 同線内では北千住駅、中目黒駅、茅場町駅に次ぐ第4位。

### 年度別1日平均乗降人員
各年度の1日平均乗降人員は下表の通りである。ただし、各線内の乗換人員を含まない。
| 年度               | 営団 / 東京メトロ | 営団 / 東京メトロ |
| 年度               | 1日平均 乗降人員  | 増加率            |
| ------------------ | ----------------- | ----------------- |
| 1999年（平成11年） | 278,740           |                   |
| 2000年（平成12年） | 276,899           | −0.7%             |
| 2001年（平成13年） | 278,353           | 0.5%              |
| 2002年（平成14年） | 270,375           | −2.9%             |
| 2003年（平成15年） | 268,901           | −0.5%             |
| 2004年（平成16年） | 268,921           | 0.0%              |
| 2005年（平成17年） | 269,751           | 0.3%              |
| 2006年（平成18年） | 271,767           | 0.7%              |
| 2007年（平成19年） | 274,842           | 1.1%              |
| 2008年（平成20年） | 267,029           | −2.8%             |
| 2009年（平成21年） | 256,452           | −4.0%             |
| 2010年（平成22年） | 248,371           | −3.2%             |
| 2011年（平成23年） | 241,513           | −2.8%             |
| 2012年（平成24年） | 245,548           | 1.7%              |
| 2013年（平成25年） | 245,300           | −0.1%             |
| 2014年（平成26年） | 241,330           | −1.6%             |
| 2015年（平成27年） | 245,208           | 1.6%              |
| 2016年（平成28年） | 251,459           | 2.5%              |
| 2017年（平成29年） | 266,574           | 6.0%              |
| 2018年（平成30年） | 265,325           | −0.5%             |
| 2019年（令和元年） | 257,440           | −3.0%             |
| 2020年（令和02年） | 149,432           | −42.0%            |
| 2021年（令和03年） | 158,810           | 6.3%              |
| 2022年（令和04年） | 188,770           | 18.9％            |
| 2023年（令和05年） | 217,244           | 15.1％            |
| 2024年（令和06年） | 230,271           | 6.0%              |

### 年度別1日平均乗車人員（1930年代）
各年度の1日平均乗車人員は下表の通りである。
| 年度               | 東京地下鉄道 | 出典             |
| ------------------ | ------------ | ---------------- |
| 1933年（昭和08年） | [ 備考 1 ]   |                  |
| 1934年（昭和09年） | 10,237       | [ 東京府統計 1 ] |
| 1935年（昭和10年） | 10,049       | [ 東京府統計 2 ] |

### 年度別1日平均乗車人員（1956年 - 2000年）
- 1967年度以前と1974年度以降の値には、各線内の乗換人員を含まない。

| 年度               | 銀座線  | 丸ノ内線 | 日比谷線 | 出典              |
| ------------------ | ------- | -------- | -------- | ----------------- |
| 1956年（昭和31年） | 30,009  | 未開業   | 未開業   | [ 東京都統計 1 ]  |
| 1957年（昭和32年） | 32.337  | 19,842   | 未開業   | [ 東京都統計 2 ]  |
| 1958年（昭和33年） | 33,067  | 26,332   | 未開業   | [ 東京都統計 3 ]  |
| 1959年（昭和34年） | 40,014  | 49,656   | 未開業   | [ 東京都統計 4 ]  |
| 1960年（昭和35年） | 40,665  | 54,082   | 未開業   | [ 東京都統計 5 ]  |
| 1961年（昭和36年） | 47.723  | 63,137   | 未開業   | [ 東京都統計 6 ]  |
| 1962年（昭和37年） | 45,469  | 69,400   | 未開業   | [ 東京都統計 7 ]  |
| 1963年（昭和38年） | 46,473  | 71,876   | 未開業   | [ 東京都統計 8 ]  |
| 1964年（昭和39年） | 40,171  | 76,718   | 18,809   | [ 東京都統計 9 ]  |
| 1965年（昭和40年） | 38,467  | 70,979   | 22,520   | [ 東京都統計 10 ] |
| 1966年（昭和41年） | 34,190  | 70,493   | 23,202   | [ 東京都統計 11 ] |
| 1967年（昭和42年） | 37,953  | 76,058   | 29,160   | [ 東京都統計 12 ] |
| 1968年（昭和43年） | 77,644  | 119,042  | 90,285   | [ 東京都統計 13 ] |
| 1969年（昭和44年） | 87,395  | 129,239  | 96,181   | [ 東京都統計 14 ] |
| 1970年（昭和45年） | 93,901  | 135,088  | 100,063  | [ 東京都統計 15 ] |
| 1971年（昭和46年） | 100,044 | 125,874  | 102,743  | [ 東京都統計 16 ] |
| 1972年（昭和47年） | 99,238  | 127,567  | 105,290  | [ 東京都統計 17 ] |
| 1973年（昭和48年） | 98,937  | 119,381  | 105,816  | [ 東京都統計 18 ] |
| 1974年（昭和49年） |         | 140,301  |          | [ 東京都統計 19 ] |
| 1975年（昭和50年） |         | 173,459  |          | [ 東京都統計 20 ] |
| 1976年（昭和51年） | 59,578  | 63,929   | 47,447   | [ 東京都統計 21 ] |
| 1977年（昭和52年） | 60,701  | 63,471   | 48,518   | [ 東京都統計 22 ] |
| 1978年（昭和53年） | 60,093  | 60,655   | 46,036   | [ 東京都統計 23 ] |
| 1979年（昭和54年） | 60,678  | 59,899   | 45,107   | [ 東京都統計 24 ] |
| 1980年（昭和55年） | 64,534  | 55,474   | 44,038   | [ 東京都統計 25 ] |
| 1981年（昭和56年） | 64,389  | 56,200   | 44,444   | [ 東京都統計 26 ] |
| 1982年（昭和57年） | 64,734  | 56,164   | 45,014   | [ 東京都統計 27 ] |
| 1983年（昭和58年） | 65,333  | 56,068   | 46,484   | [ 東京都統計 28 ] |
| 1984年（昭和59年） | 66,986  | 59,811   | 48,121   | [ 東京都統計 29 ] |
| 1985年（昭和60年） | 66,485  | 60,710   | 48,137   | [ 東京都統計 30 ] |
| 1986年（昭和61年） | 67,373  | 60,559   | 49,630   | [ 東京都統計 31 ] |
| 1987年（昭和62年） | 67,426  | 60,721   | 49,831   | [ 東京都統計 32 ] |
| 1988年（昭和63年） | 67,288  | 60,052   | 50,055   | [ 東京都統計 33 ] |
| 1989年（平成元年） | 65,337  | 58,255   | 48,726   | [ 東京都統計 34 ] |
| 1990年（平成02年） | 64,797  | 55,195   | 48,868   | [ 東京都統計 35 ] |
| 1991年（平成03年） | 61,858  | 51,243   | 48,628   | [ 東京都統計 36 ] |
| 1992年（平成04年） | 63,444  | 47,279   | 48,088   | [ 東京都統計 37 ] |
| 1993年（平成05年） | 60,811  | 47,833   | 45,956   | [ 東京都統計 38 ] |
| 1994年（平成06年） | 57,600  | 48,677   | 44,496   | [ 東京都統計 39 ] |
| 1995年（平成07年） | 55,825  | 46,893   | 43,309   | [ 東京都統計 40 ] |
| 1996年（平成08年） | 55,353  | 46,438   | 42,312   | [ 東京都統計 41 ] |
| 1997年（平成09年） | 55,236  | 45,263   | 41,219   | [ 東京都統計 42 ] |
| 1998年（平成10年） | 55,658  | 45,036   | 41,027   | [ 東京都統計 43 ] |
| 1999年（平成11年） | 54,787  | 44,587   | 40,396   | [ 東京都統計 44 ] |
| 2000年（平成12年） | 54,570  | 43,592   | 39,542   | [ 東京都統計 45 ] |

### 年度別1日平均乗車人員（2001年以降）
| 年度               | 銀座線 | 丸ノ内線 | 日比谷線 | 出典              |
| ------------------ | ------ | -------- | -------- | ----------------- |
| 2001年（平成13年） | 54,959 | 43,200   | 39,427   | [ 東京都統計 46 ] |
| 2002年（平成14年） | 53,981 | 42,540   | 37,688   | [ 東京都統計 47 ] |
| 2003年（平成15年） | 53,514 | 42,027   | 36,940   | [ 東京都統計 48 ] |
| 2004年（平成16年） | 52,438 | 40,668   | 38,296   | [ 東京都統計 49 ] |
| 2005年（平成17年） | 52,652 | 40,970   | 38,101   | [ 東京都統計 50 ] |
| 2006年（平成18年） | 52,370 | 41,326   | 39,047   | [ 東京都統計 51 ] |
| 2007年（平成19年） | 52,847 | 41,964   | 40,811   | [ 東京都統計 52 ] |
| 2008年（平成20年） | 51,775 | 40,981   | 40,082   | [ 東京都統計 53 ] |
| 2009年（平成21年） | 49,614 | 39,263   | 38,241   | [ 東京都統計 54 ] |
| 2010年（平成22年） | 48,433 | 38,277   | 36,877   | [ 東京都統計 55 ] |
| 2011年（平成23年） | 46,984 | 37,265   | 35,331   | [ 東京都統計 56 ] |
| 2012年（平成24年） | 47,530 | 38,402   | 35,524   | [ 東京都統計 57 ] |
| 2013年（平成25年） | 47,136 | 39,010   | 35,394   | [ 東京都統計 58 ] |
| 2014年（平成26年） | 46,619 | 38,750   | 34,298   | [ 東京都統計 59 ] |
| 2015年（平成27年） | 47,415 | 39,757   | 34,533   | [ 東京都統計 60 ] |
| 2016年（平成28年） | 48,397 | 41,378   | 35,400   | [ 東京都統計 61 ] |
| 2017年（平成29年） | 51,334 | 44,123   | 37,288   | [ 東京都統計 62 ] |
| 2018年（平成30年） | 50,570 | 44,636   | 36,811   | [ 東京都統計 63 ] |
| 2019年（令和元年） | 47,470 | 45,505   | 34,754   | [ 東京都統計 64 ] |

備考
1. ↑  1934年3月3日開業。
2. ↑  開業日（1957年12月15日）から1958年3月31日までの計107日間を集計したデータ。
3. ↑  開業日（1964年8月29日）から1965年3月31日までの計215日間を集計したデータ。

## 駅周辺
駅周辺には繁華街として知られる銀座の街が広がり、また、有楽町や八重洲などのビジネス街も徒歩圏にある。

### A1 - A13出入口
- 銀座四郵便局
- 銀座通郵便局
- 銀座みゆき通郵便局
- 歌舞伎座
- JRAウインズ銀座
- コートヤード・バイ・マリオット東京銀座ホテル
- ホテルモントレ銀座
- ユニクロ銀座店
- 銀座コア
- NISSAN CROSSING
- 銀座三越
- 松屋銀座
- 伊東屋銀座本店
- Apple 銀座
- 山野楽器銀座本店
- 教文館
- メルサGinza-2
- シャネル銀座
- ブルガリ銀座タワー
- ティファニー銀座本店
- カルティエ銀座本店
- 銀座和光
- ニューメルサ
- GINZA SIX
- 王子ホールディングス本館
- 資生堂銀座ビル
- ヤマハ銀座ビル
  - ヤマハホール
- 中央通り
- 昭和通り
- 銀座四丁目交差点

### B1 - B10出入口
- グッチ銀座
- エルメス銀座店
- Ginza Sony Park
- コーチ銀座
- アルマーニ銀座タワー
- ディオール銀座
- 天賞堂 銀座本店
- 銀座朝日ビル
- 東京都道304号日比谷豊洲埠頭東雲町線（晴海通り）

### C1 - C9出入口
- 銀座並木通郵便局
- 有楽町センタービル（有楽町マリオン）
- 銀座インズ
- 有楽町イトシア
  - 有楽町マルイ
- 東京交通会館
  - 東京交通会館内郵便局
- 博品館
  - 博品館劇場
- 東急プラザ銀座
- プランタン銀座
- 西銀座デパート
- 東京海上日動火災保険本社
- 首都高速都心環状線銀座入口（内回り・外回り）
- オーケー 銀座店

### 周辺の駅
以下の駅は至近にあり、各駅とは徒歩で乗り換えができる距離である。ただし、銀座一丁目駅以外の駅と連絡運輸は行っていない。
- 銀座一丁目駅（有楽町線） - 乗り換え業務を行っている[30]。
- 東銀座駅（日比谷線、都営地下鉄浅草線） - 地下通路で連絡。
- 日比谷駅（日比谷線・千代田線・都営地下鉄三田線） - 地下通路で連絡。
- 有楽町駅（有楽町線・JR東日本山手線・京浜東北線） - 日比谷駅を介して地下通路で連絡。

## バス路線

### 一般路線バス
晴海通り上に銀座四丁目停留所が設置されている。1番は西方向、2・3・4番は東方向ののりばである。いずれも都営バスによる運行。
| のりば | 系統・行先                                                                                    | 備考                     |
| ------ | --------------------------------------------------------------------------------------------- | ------------------------ |
| 1      | - 都03：四谷駅 - 都04・都05-1・都05-2：東京駅丸の内南口 - 業10：新橋                          |                          |
| 2      | - 都03：晴海五丁目ターミナル - 都04：豊海水産埠頭 - 都05-1：晴海埠頭 - 都05-1出入：深川車庫前 |                          |
| 3      | - 業10：とうきょうスカイツリー駅前 - 業10出入：深川車庫前                                     |                          |
| 4      | - 都05-2：東京ビッグサイト・有明一丁目・有明ガーデン - 深夜13：有明一丁目                     | 「深夜13」は平日のみ運行 |

### 高速バス・深夜急行バス
銀座駅（数寄屋橋）
- エアポートバス東京・成田：成田空港行き（JRバス関東・京成バス・京成バス千葉セントラル・京成バス千葉イーストと共同運行）
- マイタウンライナー：平和交通本社行/あすか交通本社行（平和交通・あすか交通）
- マイタウンライナー：ちはら台駅行き（平和交通・西岬観光）
- 深夜急行バス：山田インター入口行き「マイタウンライナー」（平和交通）※運休中
- 深夜急行バス：五井駅行き「マイタウンライナー」（西岬観光）※運休中

銀座駅（有楽町）
- リムジンバス：羽田空港行き（東京空港交通）

銀座
- 深夜中距離バス：吉祥寺駅行き/三鷹駅北口行き（関東バス）※運休中

上記のバス停留所のほかに、数寄屋橋、有楽町マリオン前、有楽町駅前の各停留所も当駅から至近である。これらについては「有楽町駅#バス路線」を参照。

## その他

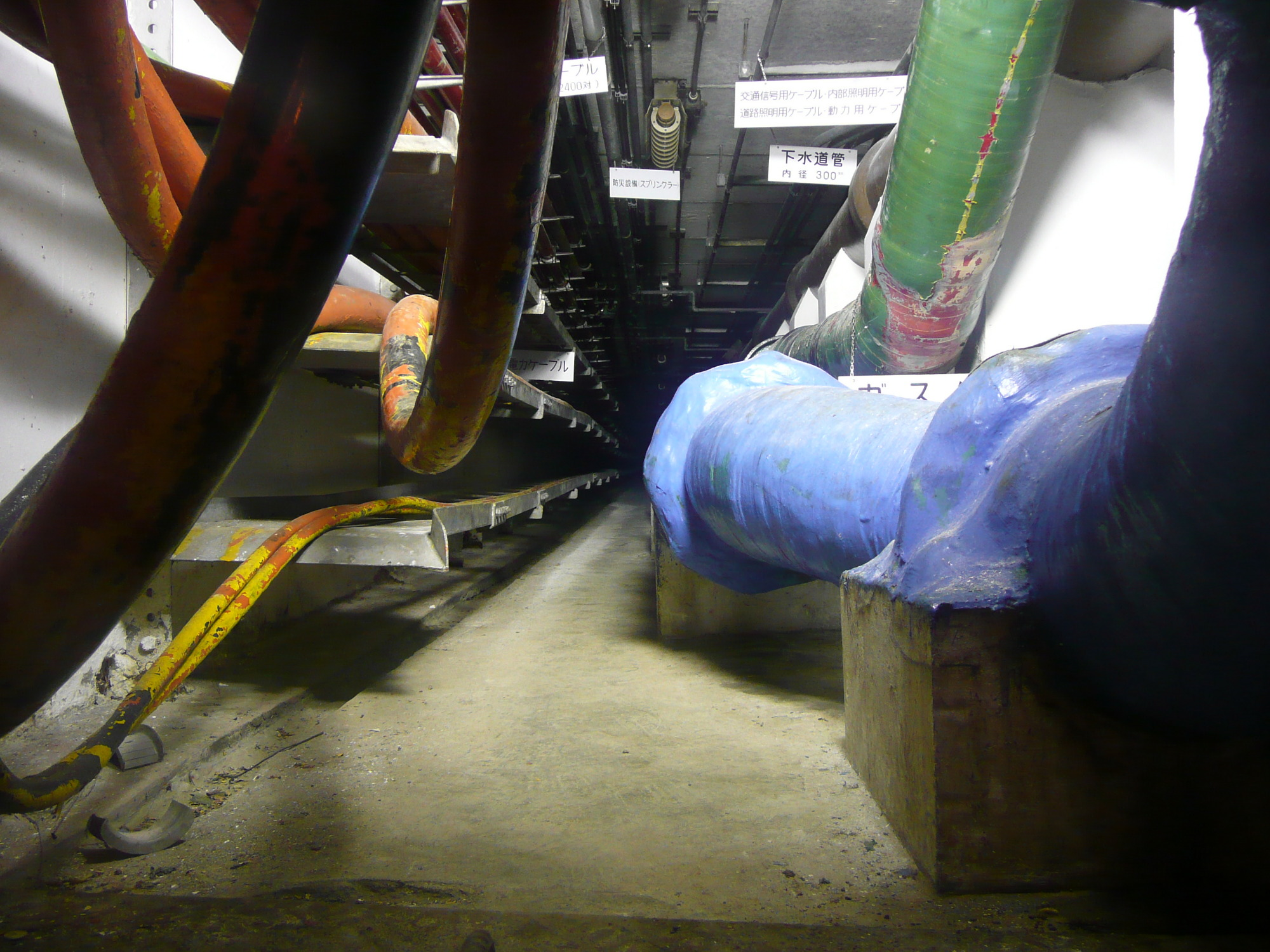
銀座共同溝

- 開削工法による埋設諸配管の整理時に中央通りの電線地中化も果たされた。この時に設けられた共同溝は、松屋銀座に直結するA12出入口横からガラス越しに見学することができる[注 7]。
- 西銀座駅と銀座駅が統合された直後の一時期に、銀座駅は「銀座総合駅」と呼ばれることがあった[46]。
- 日比谷線の地下2階部分（改札内連絡通路の東銀座側）に地下商店街として計画された部分が存在している。三原橋地下街両脇にあるビルの立ち退き先として整備したものの、入居業者が反対したため商店街としての機能を果たせず、東京都の文集庫として使用されている[47]。
- 当駅から霞ケ関駅までは丸ノ内線経由と日比谷線経由のルートがあるが、丸ノ内線は隣の駅であるのに対し、日比谷線は途中日比谷駅に停車する。なお、日比谷線の当駅 - 霞ケ関間を経由する定期券は、丸ノ内線の同区間にも乗車することが可能である。
- 地下鉄博物館には2002年の改装工事前まで当駅の立体模型が展示され、駅の一日を音声で紹介していた。
- 2007年11月17日は、2016年夏季オリンピックの東京招致を目的に卓球・フェンシング・テコンドーの試合が当駅構内で開催された。
- 2007年末、東京メトロの駅で初めて改札口付近にデジタルディスプレイが設置された。この装置は、広告画像や遅延・事故などの情報などを表示するためのものである。その後、2008年6月14日に開業した副都心線の各駅（渋谷駅を除く）にも設置され、2010年度中に他社管理駅を除く全駅に設置された。
- 中央区が中心となって推進している都心部・臨海地域地下鉄構想では、都心側の起終点として当駅付近に「（仮称）新銀座駅」を設置する計画がある。2016年に公表された交通政策審議会答申第198号では、東京駅までの延伸、およびつくばエクスプレスとの一体整備および相互直通運転が答申に盛り込まれた[48]。

## 隣の駅
東京地下鉄（東京メトロ）
 銀座線
新橋駅 (G 08) - 銀座駅 (G 09) - 京橋駅 (G 10)
 丸ノ内線
霞ケ関駅 (M 15) - 銀座駅 (M 16)  - 東京駅 (M 17)
 日比谷線
- □THライナー停車駅

■THライナー以外の列車
日比谷駅 (H 08) - 銀座駅 (H 09)  - 東銀座駅 (H 10)